# Moulin Stockis
De Moulin Stockis (ook: Moulin Lesire) is een watermolen op de Jeker, gelegen aan Place de Brus 3 te Glaaien.
Het was een onderslagmolen, later turbinemolen, die fungeerde als korenmolen.
Reeds in de 17e eeuw was hier sprake van een molen. Het huidige bakstenen fabriek-achtige molengebouw is 19e-eeuws en heeft vier bouwlagen.
Ook in de 19e eeuw werd het onderslagrad vervangen door een turbine. Ook werden de molenstenen door walsen vervangen.
In 2004 werd de molen deels gerestaureerd, maar hij werkt niet meer.